# Kanton Cognac-1
Cognac-1 is een kanton van het Franse departement Charente. Het kanton maakt deel uit van het arrondissement Cognac.
In 2019 telde het 16.286 inwoners.
Het kanton werd gevormd ingevolge het decreet van 20 februari 2014 met uitwerking op 22 maart 2015, met Cognac als hoofdplaats, met gemeenten uit de opgeheven kantons Cognac-Nord en Cognac-Sud.

## Gemeenten
Het kanton omvatte bij zijn vorming volgende 8 gemeenten.
- Boutiers-Saint-Trojan
- Bréville
- Cherves-Richemont
- Cognac (hoofdplaats) (noordelijk deel)
- Louzac-Saint-André
- Mesnac
- Saint-Brice
- Saint-Sulpice-de-Cognac